# 알무타심

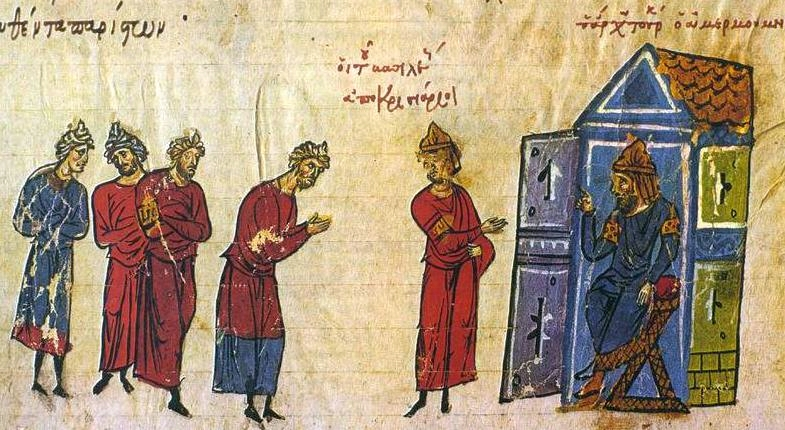

알무타심(Al-Mu'tasim, Abū Isḥāq Muḥammad ibn Harūn al-Rashīd, 아랍어: Abu Ishaq Muhammad ibn Harun al-Rashid, 796년 10월 – 842년 1월 5일, 본명 al-Muʿtaṣim biʾllāh, المعتصم بالله, 문자 그대로 '피난처를 찾는 사람')은 833년부터 842년 사망할 때까지 통치한 8대 아바스 왕조의 칼리프였다. 칼리프 하룬 알라시드(재위 786~809)의 어린 아들인 그는 주로 다음 사람들로 구성된 민간 군대를 조직하여 두각을 나타냈다. 그의 이복형 칼리프 알마으문(Caliph al-Ma'mun)에 도움이 되었다는 것이 입증되었다. 그는 알무타심과 그의 터키 경비병을 고용하여 주의 다른 강력한 이해 집단의 균형을 맞추고 반군과 비잔틴 제국에 대항하는 군사작전에 이들을 채용했다. 알마으문이 833년 8월 군사작전 중 예기치 않게 사망했을 때 알무타심은 알마으문의 아들 알아바스(al-Abbas)의 주장을 무시하고 그를 계승할 수 있는 좋은 위치에 있었다.
알무타심은 아바스(Abbasids)를 대신하여 호라산과 바그다드를 통치했던 타히르 토후국과의 파트너십과 같은 그의 형제의 많은 정책을 지속했다. 강력한 카디 추장인 아마드 이븐 아비 두와드(Ahmad ibn Abi Duwad)의 지원으로 그는 합리주의적인 이슬람 교리인 무타질주의(Mu'tazilism)를 계속해서 시행하고 종교 재판(miḥna)을 통해 반대자들을 박해했다. 알무타심은 개인적으로 문학 활동에 관심이 없었지만 알마으문 아래에서 시작된 과학 르네상스도 육성했다. 다른 면에서 그의 통치는 군대, 특히 그의 터키 근위병을 중심으로 한 새로운 정권의 창설과 함께 이슬람 역사의 분수령이자 일탈의 순간을 의미한다. 836년에 이 새로운 정권을 상징하고 바그다드의 불안한 인구로부터 그것을 제거하기 위해 사마라에 새로운 수도가 설립되었다. 칼리파 정부의 권력은 투르크족이 지배했던 사마라 전문 군대의 소수의 고위 민간 및 군사 관리들에게 유리하게 지방 주지사의 권한을 줄이는 조치를 중앙 집중화함으로써 강화되었다. 압바스 왕조 초기에 중요한 역할을 했던 아랍과 이란 엘리트들은 점점 더 소외되었고, 838년에 알아바스를 지지하는 알-무타심에 대한 음모가 실패로 끝났고 그 결과 그들의 계급이 광범위하게 숙청되었다. 이로 인해 투르크족과 그들의 주요 지도자들(Ashinas, Wasif, Itakh 및 Bugha)의 지위가 강화되었다. 알무타심 내부 서클의 또 다른 저명한 구성원인 우슈루사나(Ushrusana)의 왕자인 알아프신(al-Afshin)은 법정에서 적들에게 패배하여 840/1에 전복되어 살해되었다. 알무타심이 시작한 굴람 기반 시스템은 결국 '사마라의 무정부 상태'를 초래하고 10세기 중반 이슬람 세계 전체에서 아바스 왕조의 붕괴로 이어졌다.
알무타심의 통치는 지속적인 전쟁으로 특징지어졌다. 치세의 두 가지 주요 내부 군사작전은 835~837년에 알 아프신에 의해 진압된 아다르바이잔에서 바박 코람딘(Babak Khorramdin)의 오랫동안 지속된 쿠라미트 봉기에 반대하는 것이었고, 타바리스탄의 자치 통치자인 마자르(Mazyar)에 대항하여 타히르 족과 충돌한 것이었다. 호라산의 주지사가 반란을 일으켰다. 그의 장군들이 내부 반란에 맞서 싸우는 동안 알무타심 자신은 838년에 비잔틴 제국에 맞서 그 시대의 유일한 주요 외부 군사작전을 이끌었다. 그의 군대는 테오필로스 황제를 물리치고 아모리움(Amorium) 도시를 약탈했다. 아모리움 군사작전은 널리 축하되었으며 칼리프 선전의 초석이되었으며 전사 칼리프로서 알무타심의 명성을 확고히했다.